# Центральная (гостиница, Троицк)
Гостиница Башкирова (современное официальное название — Гостиница «Центральная») — одна из старейших и крупнейших гостиниц в городе Троицк Челябинской области, памятник архитектуры, памятник культурного наследия федерального значения

## Легенда о строительстве
По существующей легенде, троицкий купец Гавриил Алексеевич Башкиров построил гостиницу после того, как на Нижегородской ярмарке заключил пари с неизвестными купцами о том, что в Троицке имеется гостиница высокого уровня.

## История
Построена в 1909 г.
После установления советской власти национализирована.
В 1995 г. зданию присвоен статус памятника архитектуры федерального значения.
В 2011 году прошла масштабная реставрация здания.

## Архитектура
Здание имеет три этажа, выполнено из красного кирпича на фундаменте из бутового камня. При строительства использованы некоторые прогрессивные на тот момент технологии, например, железобетонные монолитные перекрытия.
Здание прямоугольное в плане, с обширным подвалом. Первый этаж занимают ресторан, второй и третий — гостиница. В подвале размещён бар.

## Известные постояльцы
- Топчибашев, Алимардан-бек, российский и азербайджанский политик, в ходе поездки по Уралу, Поволжью и Сибири в июле 1909 г.[4]

## Галерея

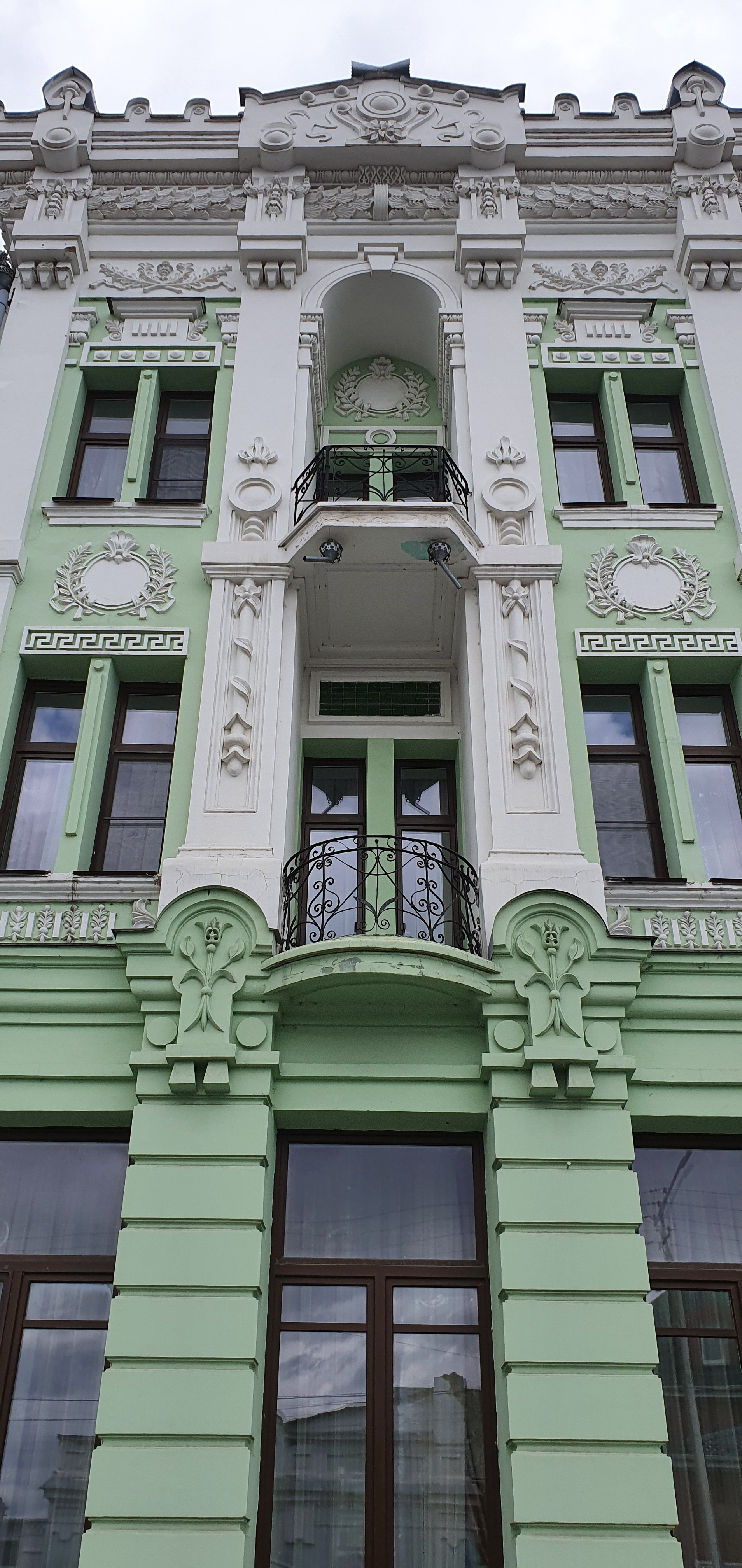
Элементы центральной части фасада
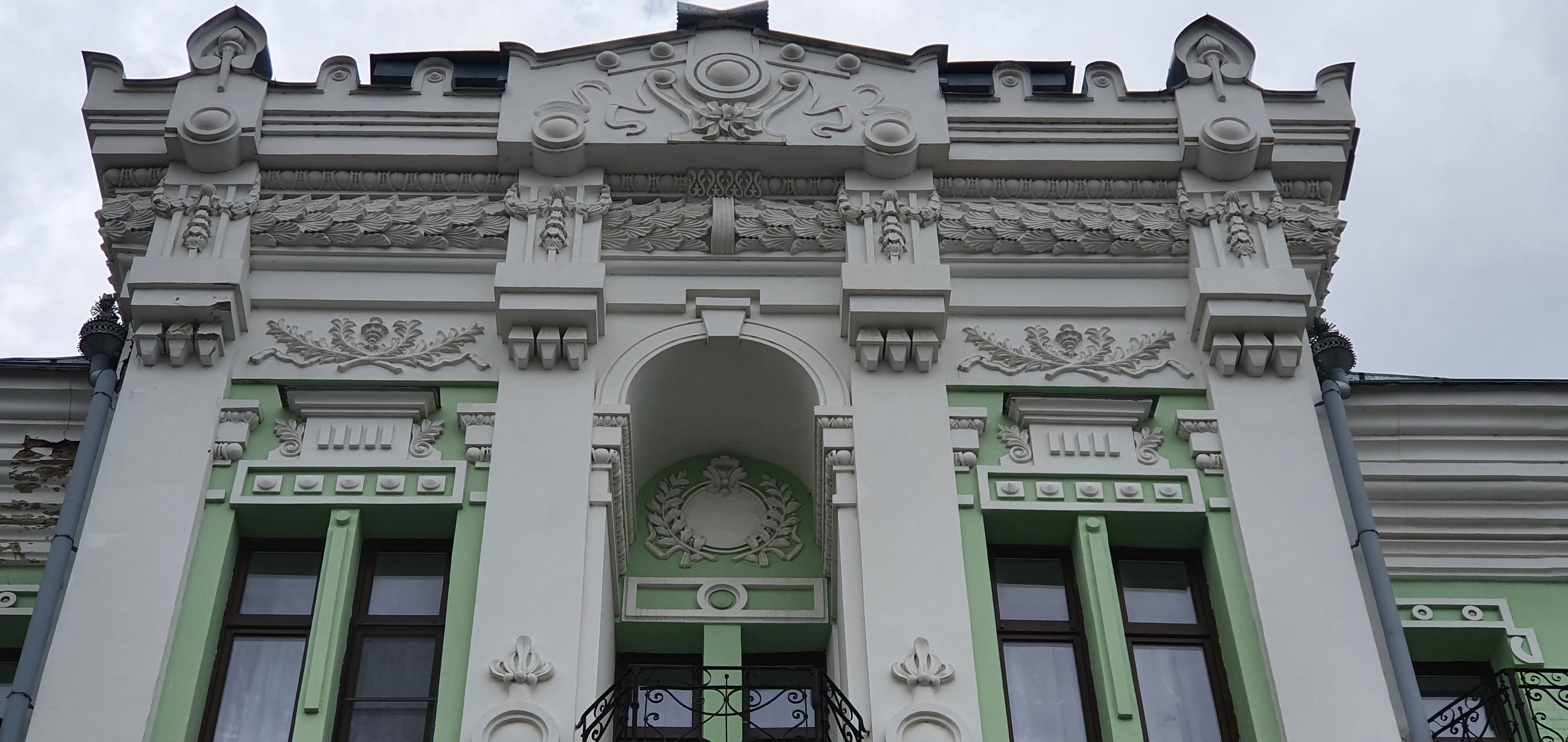
Элементы центральной части фасада
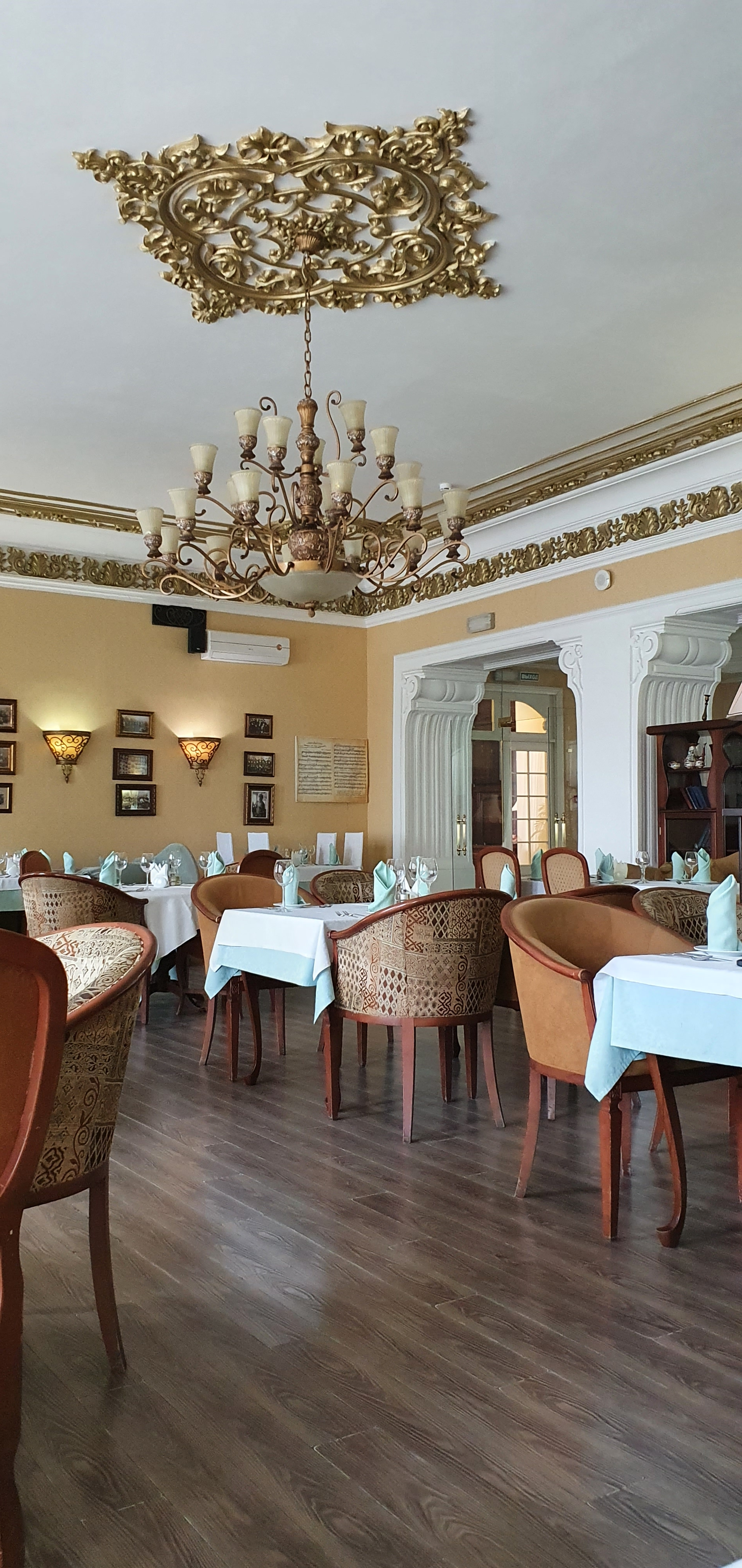
Интерьер ресторана